# 中央自動車大学校
中央自動車大学校（ちゅうおうじどうしゃだいがっこう）は、千葉県白井市と鎌ケ谷市にある私立の専門学校。国土交通大臣指定自動車整備士養成校。設置者は、学校法人中央技術学園。工業専門課程のほか工業高等課程を有する。略称はCTS。

## 概要
1988年（昭和63年）3月開校。2025年現在は一級自動車整備科・オートボディ研究科・二級自動車整備科および専修学校高等課程である高等課程自動車整備科の4学科を置く。
白井キャンパスと鎌ケ谷キャンパスの2キャンパスを有している。両者は直線距離で600m程の近い距離にあるが、間に白井市と鎌ケ谷市の市境が走っているため、所在自治体が異なっている。

## 所在地
- 白井キャンパス - 千葉県白井市根1920-7 （2級コース）
- 鎌ヶ谷キャンパス - 千葉県鎌ケ谷市軽井沢2130-1（1級コース・研究コース）（工業高等課程1・2・3年）

## 設置学科
- 工業専門課程 一級コース 4年
- 工業専門課程 二級コース 2年
- 工業専門課程 研究科コース（二級自動車整備士・車体整備士受験資格保有者） 3年
- 工業専門課程 一級コース（一級自動車整備士受験資格保有者、3年次編入） 2年
- 工業専門課程 研究科コース（車体整備士資格保有者、3年次編入） 1ヶ年
- 工業高等課程 1・2・3年

## モータースポーツ活動

### ラリー
世界ラリー選手権（WRC）のラリージャパンには、北海道にて開催されていた2004年から2010年にかけて、一級自動車整備士コースの学生が技術のオフィシャルとして大会に参加していた。また、2023年には全日本ラリー選手権XCRクラスに参戦するFLEX SHOW AIKAWA Racing with TOYOTIRESのランドクルーザープラドの製作・メンテナンスも担当した。
2013年からはCTSステップアップ・プログラムアジアクロスカントリーラリー（AXCR）に参戦しており、選抜された学生が各チームメカニックとして派遣されると共に、一級自動車整備士コース4年生がレース車両の製作も行っている。
- 2013年・2014年 - FLEX/FEDERAL･SHOW AIKAWA RACING（監督：哀川翔）：FJクルーザー（メンテナンス）、ランドクルーザープラド（車両製作）
- 2015年 - 
  - Team SHINOZUKA：三菱・パジェロエボリューション（MitchyAsai/DeanChou、レストア＆車両製作）、ジムニーシエラ1600（篠塚建次郎/EJ CHIBA、メンテナンス）
- 2016年 - 
  - TEAM SHINOZUKA with CTS：ジムニー1600（篠塚建次郎&EJ CHIBA）
  - TEAM JAOS：ハイラックスREVO（車両製作・チームメカニック）
- 2017年 - 
  - TEAM FB Shinozuka CTS：ジムニー1600（篠塚建次郎/EJ CHIBA、車両製作・チームメカニック）T1Gクラス優勝
  - TEAM JAOS：ハイラックスREVO（車両製作・チームメカニック）
  - TEAM GARAGE MONCHI（チームメカニック）
- 2023年 - TOYOTA GAZOO Racing INDONESIA：トヨタ・フォーチュナー（青木拓磨、車両製作・チームメカニック）
- 2024年 - 

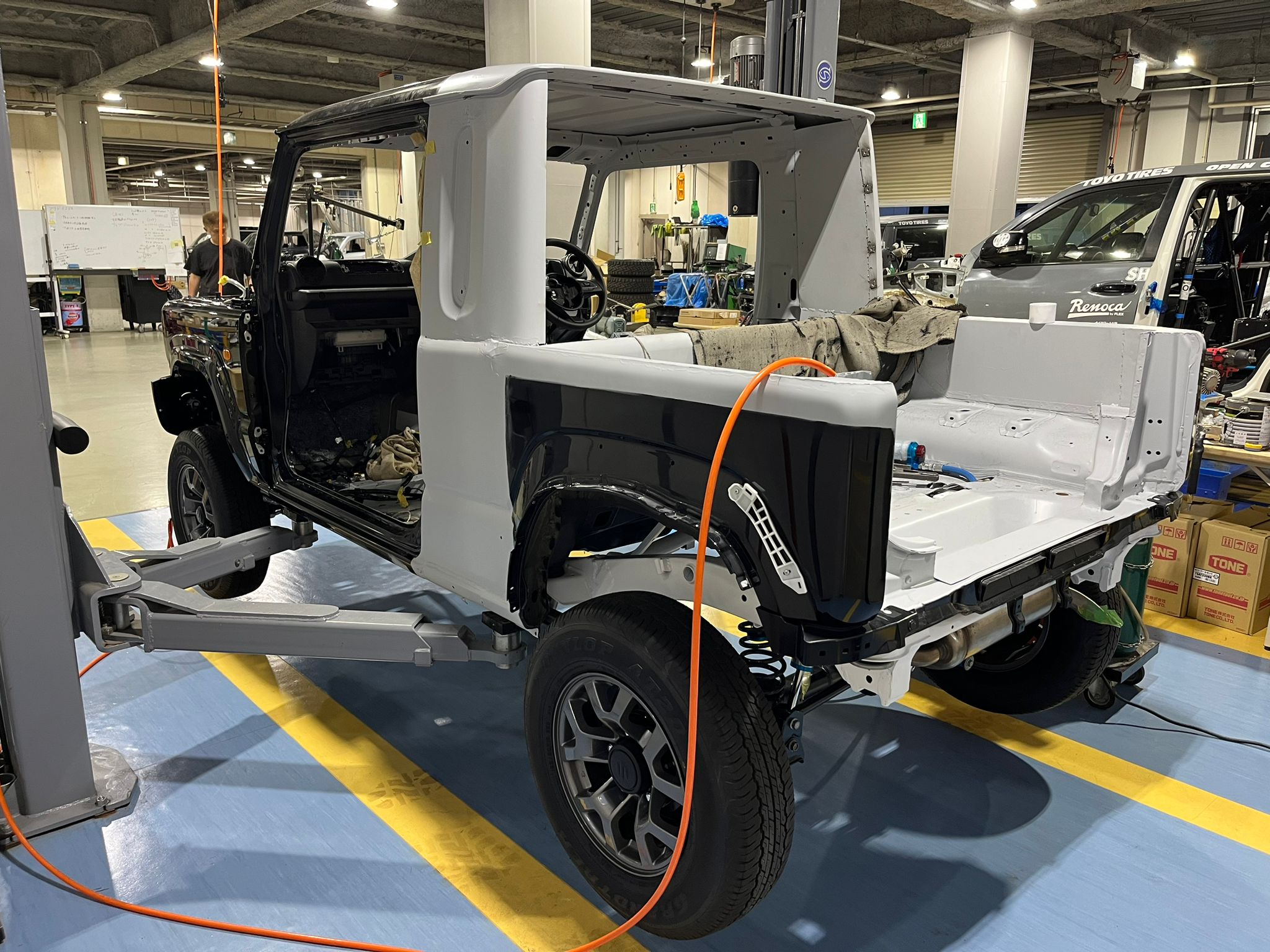
AXCR2024 ASIAN RALLY TEAM CTS中央自動車大学校にて製作フレーム、ボディ共に300ｍｍ延長直進性の向上を目指した。

  - FLEX SHOW AIKAWA Racing with TOYOTIRES：ランドクルーザープラド（川畑真人/Daychapon Toyingcharoen）T1Gクラス優勝AXCR2024 ASIAN RALLY TEAM CTS中央自動車大学校にて製作フレーム、ボディ共に300ｍｍ延長直進性の向上を目指した。
  - ASIAN RALLY TEAM：ジムニーシエラ[注釈 1]（Roslyn/Nada）T1Gクラス9位

### SUPER GT
- 2014年より、スーパーGTにおいてTEAM TAISANと連携を図り、スーパーGTピットクルー研修を行い学生の経験を高める活動を行っていた。

### 電気自動車
- Chuoh EV CLUB（EVクラブ）では、コンバートEVを製作して毎年行われるEV Festivalに2014年より学生ドライバーで参戦しており、TEAM TAISANとのコラボチーム「TEAM TAISAN CTS」として活動を行っている。

## クラブ活動
- Chuoh EV CLUB  (CTS EV クラブ)
- 四輪部
- 二輪部
- レーシングカート部
- カスタムペイント部
- カスタムオーディオ部
- なかよしクラブ
- ラジコン部